# 밤의 열기 속으로 (1985년 영화)
"밤의 열기 속으로"는 1985년에 개봉한 대한민국의 영화이다.

## 캐스팅
- 길용우 : 민기 역
- 김진아 : 인희 역
- 김만
- 김성찬
- 심재진
- 김애경
- 허먼 베이
- 이가희
- 정형기
- 최성
- 신찬일
- 안진수
- 정영국
- 최신영
- 강희
- 이석구
- 이경화
- 윤석훈 (특별출연)
- 배동진 (특별출연)
- 박기량 (특별출연)
- 정민수 (특별출연)
- 윌리엄 리 (특별출연)
- 록그룹 무당 (특별출연)